# Johann Philipp Allfeld
Johann Philipp Allfeld (Munique, 16 de dezembro de 1819 – 26 de junho de 1890) foi um taquígrafo alemão.